# Attaques israéliennes depuis mars 2025 sur la bande de Gaza
Les attaques israéliennes depuis mars 2025 sur la bande de Gaza commencent le 18 mars 2025 lorsqu'Israël déclenche des bombardements massifs sur la bande de Gaza, rompant l'accord de cessez-le-feu entré en vigueur le 19 janvier 2025.
Selon un bilan de la défense civile palestinienne, les attaques font plus de 413 morts et des centaines de blessés en quelques minutes le premier jour. Les bombardements continuent dans les mois qui suivent ; au 1er juillet, le ministère de la Santé de la bande de Gaza fait état de 6 315 tués — principalement des femmes, des enfants et des personnes âgées — et 22 064 blessés. D'après les données compilées par The Daily File, le nombre d'enfants tués entre le 18 mars et le 8 mai s'élève à 904. Début avril, l'UNICEF dénombrait une centaine d'enfants tués ou mutilés chaque jour en moyenne depuis la reprises des attaques israéliennes.
La reprise des bombardements a été précédée par un blocus, depuis le 2 mars, de l’aide humanitaire, dont l'entrée de nourriture, de médicaments et de carburant.
Par ailleurs, une grande partie de la bande de Gaza (82 % de l'ensemble du territoire début juin) est visée par des ordres d'évacuation, provoquant le déplacement de centaines de milliers de personnes,.
Israël déclare que les bombardements sont menés « en totale coordination » avec Washington.

## Contexte
En janvier 2025, un cessez-le-feu entre Israël et le Hamas entre en vigueur, mettant temporairement en pause la guerre de Gaza. Cependant, l'armée israélienne viole le cessez-le-feu régulièrement en menant des bombardements dans la bande de Gaza qui tuent plus de cent personnes.
Le second volet de la trêve, qui prévoyait un cessez-le-feu permanent, le retrait israélien de Gaza, la réouverture des points de passage pour l’aide humanitaire et la libération des derniers otages, devait normalement entrer en vigueur début mars. Le gouvernement de Benyamin Netanyahou a cependant refusé de respecter les accords négociés avec le Hamas et a exigé la prorogation de la première phase jusqu’à la mi-avril, conditionnée par la « démilitarisation totale » du territoire et le départ du Hamas avant de passer à la deuxième phase. Le Hamas a refusé et réclamé le respect de l'accord de cessez-le-feu,.
Le 2 mars, peu après le début du Ramadan, Israël bloque l'entrée de toute aide humanitaire (dont la nourriture et le carburant) dans la bande de Gaza. Quelques jours plus tard, Israël coupe l'alimentation électrique de la principale usine de dessalement de la bande de Gaza, qui fournit de l'eau potable à 500 000 personnes.
Le 17 mars, la veille du début des nouveaux bombardements israéliens, Gadi Eizenkot et plusieurs députés de l'opposition membres de la commission des Affaires étrangères et de la Défense affirment que le Hamas et le Jihad islamique palestinien (JIP) ont renforcé leurs capacités militaires pendant le cessez-le-feu, en portant leurs effectifs respectifs à 25 000  et   5 000 hommes respectivement. Les membres de l'opposition accusent Benyamin Netanyahou et son gouvernement de n'avoir pas réussi à éliminer les capacités militaires du Hamas et des autres organisations palestiniennes ni à libérer les otages israéliens restants à Gaza.
Benjamin Netanyahou doit témoigner le 18 mars dans son procès pour corruption (en), mais à la suite des attaques, la procédure judiciaire est reportée. En Israël, ses opposants l'accusent de vouloir poursuivre la guerre, au mépris selon eux de la vie des otages, pour assurer sa survie politique. Le Premier ministre israélien a refusé de créer une commission d'enquête sur les attaques du 7 octobre 2023 qui pourrait être dommageable pour son gouvernement et plusieurs de ses proches sont visés par une enquête du Shin Bet, soupçonnés « d'espionnage et de divulgation de secrets d’État ». La reprise de la guerre permet par ailleurs de faire revenir au gouvernement le parti d’extrême droite Force juive, qui l'avait quitté en janvier en protestation contre le cessez-le-feu, et dont le soutien est nécessaire pour faire voter le projet de budget du gouvernement au Parlement. Netanyahou a affirmé que la reprise de la guerre n'était pas liée à des « considérations politiques » intérieures.

## Blocage de l'aide humanitaire
Douze ONG alertent le 17 avril sur la menace d’un « effondrement total » de l’aide humanitaire dans la bande de Gaza et demandent à Israël de les autoriser à intervenir auprès de la population civile : « Nous avons des fournitures prêtes. Nous avons du personnel médical formé. Nous disposons de l'expertise nécessaire. Ce qui nous manque, c'est l'accès - ou la garantie par les autorités israéliennes que nos équipes peuvent faire leur travail en toute sécurité ».
Le ministre israélien de la Défense, Israël Katz, a réaffirmé la veille qu'« aucune aide humanitaire n'entrera à Gaza. »
Human Rights Watch accuse en mai 2025 Israël d'avoir fait du blocus de la bande de Gaza « un outil d'extermination ».
Le 19 mai, Benjamin Netanyahu déclare autoriser une reprise limitée de l'aide humanitaire « pour des raisons diplomatiques », précisant que des « amis » d'Israël lui avaient dit qu'ils ne pourraient plus soutenir la poursuite de la guerre si des « images de famine de masse » étaient diffusées. Certains membres du gouvernement israélien se sont publiquement opposés à l'entrée d'aide humanitaire.
Des groupes de pillards opéreraient sous la protection de l'armée israélienne,.
Le 26 juin, Benjamin Netanyahu interdit le passage d'aide humanitaire dans le nord de la bande de Gaza.

## Attaques

### Mars
Les attaques commencent le 18 mars 2025, vers 2 h 20, heure locale. Les opérations sont largement décrites comme une « attaque surprise » alors qu'un cessez-le-feu était en vigueur,,, et se produisent alors que les Palestiniens musulmans observent le mois sacré du Ramadan. Les avions israéliens commencent à bombarder Gaza à 2 h 30 du matin, et les forces de défense israéliennes annoncent sur Telegram qu'elles et le Shin Bet « menaient des frappes massives sur des cibles terroristes appartenant à l'organisation terroriste Hamas dans la bande de Gaza ». Les bombardements visent Rafah, Khan Younès, Deir el-Balah, Nousseirat, Bureij, Al-Zaytoun, Al-Karama et Beit Hanoun, selon les Forces de défense israéliennes. Al Jazeera rapporte des bombardements à Al-Mawasi.
Un responsable militaire israélien déclare à Reuters que les forces israéliennes poursuivront les attaques indéfiniment. Israël ordonne aux habitants de Beit Hanoun de fuir la ville.
Un journaliste d'Al Jazeera à Gaza déclare que de lourds bombardements de chars israéliens visent les quartiers est d'Abasan et de Khan Younès. Ces bombardements auraient tué treize personnes. Un bombardement à Rafah aurait tué dix-sept membres d'une même famille.
Dans la nuit du mardi au mercredi 19 mars, de nouveaux raids israéliens ont tué au moins cinquante-huit personnes selon trois hôpitaux cités par l’agence Associated Press. L’agence Reuters, qui cite un responsable des services sanitaires de l’enclave, fait état quant à elle de soixante-dix morts. L’hôpital européen de Rafah, dans le sud du territoire, a déclaré avoir reçu trente-six corps à la suite des frappes de la nuit, principalement de femmes et d’enfants.
Dans la nuit du 19 au jeudi 20 mars, au moins quatre-vingt-cinq Palestiniens sont tués dans des raids israéliens. Les frappes auraient touché plusieurs maisons au milieu de la nuit, tuant hommes, femmes et enfants dans leur sommeil. L'une des frappes a touché la maison de la famille Abu Daqa à Abasan al-Kabira, un village proche de Khan Younès, tuant au moins 16 personnes, principalement des femmes et des enfants, selon l'hôpital européen voisin qui a reçu les corps.
Le 20 mars, une brigade israélienne progresse dans la bande de Gaza. Les troupes réinvestissent le corridor de Netzarim et bloquent le passage des Palestiniens vers le nord de la bande de Gaza. Elles n’autorisent les mouvements de population que du nord vers le sud, selon une déclaration du porte-parole arabophone de l’armée israélienne, Avichay Adraee.
Le 21 mars, un responsable de la défense civile fait état de trois morts dans des frappes nocturnes et de huit autres personnes tuées après le lever du jour : six, dont trois mineurs, dans un quartier de Gaza-ville, et deux autres à Abassan, dans le sud du territoire. Plus tard dans la journée cinq enfants sont tués dans un raid de l’aviation israélienne à Al-Tuffah, quartier du nord-est de la ville de Gaza.
L'hôpital de l'amitié turco-palestinienne est détruit par l'armée israélienne le 21 mars.
Le 23 mars, l'armée israélienne déclenche une offensive à Rafah dans le sud de la bande de Gaza. Elle annonce avoir également lancé des opérations à Beit Hanoun, dans le nord du territoire palestinien. L'hôpital Nasser de Khan Younès est atteint par une frappe de l'armée israélienne qui tue deux patients et blesse plusieurs personnes.
Le 24 mars, la défense civile rapporte qu'« environ 50 000 civils sont pris au piège » à Rafah, visé par une offensive de l'armée israélienne. Les Israéliens intensifient aussi leurs bombardements aériens, ciblant des zones habitées comme des camps de tentes. Le siège du Comité international de la Croix-Rouge (CICR) à Rafah est lui aussi bombardé. Au moins 38 personnes sont tuées dans la journée par l'armée israélienne.
Le 25 mars, Israël affirme s’apprêter à lancer des attaques avec « une force maximale » sur de nouvelles zones de la bande de Gaza.
Au moins 25 personnes sont tuées le 26 mars.
Au moins 41 personnes sont tuées le 27 mars.
Au moins 25 personnes sont tuées le 28 mars.
Au moins cinq personnes sont tués lors d'un raid israélien ayant visé des tentes dans un camp de déplacés de la localité de Qizan al-Najjar, dans le sud de la bande de Gaza, au matin du 29 mars. Une femme et un enfant font partie des victimes.
Une frappe aérienne israélienne sur une maison et une tente abritant des personnes déplacées à Khan Younès a tué au moins huit personnes, dont cinq enfants, le 30 mars.
Une vague de frappes israéliennes fait au moins 21 morts au matin du 31 mars. Après une série d'attaques lancées tôt  par l'armée israélienne à Khan Younès, dans le sud de l'enclave, ayant fait au moins neuf morts, neuf autres Palestiniens ont été tués des suites d'autres frappes similaires. Ces attaques ont fait au moins trois morts à al-Zawayda et dans le camp de réfugiés de Maghazi, dans le centre de l'enclave, tandis que trois hommes ont été tués près du camp de Jabalia, dans le nord. Deux des victimes étaient âgées d'une trentaine d'années et l'autre était un jeune homme de 19 ans. De plus, trois agriculteurs ont été tués près de Deir el-Balah, également dans le centre de la bande, alors que trois autres personnes ont péri des suites d'une frappe des forces israéliennes à l'est du village d'al-Musaddar
L’armée israélienne ordonne le 31 mars aux habitants de Rafah de quitter la ville.

### Avril
Le gouvernement israélien annonce le 2 avril l'extension de ses opérations militaires pour s'emparer de « larges zones » de la bande de Gaza « qui seront intégrées dans les zones de sécurité d'Israël ». Un haut responsable israélien affirme que 25 % de la bande de Gaza allaient être occupés. Dans la matinée du 2 avril, des frappes de l'armée israélienne font des dizaines de victimes. Un bâtiment de l'Unrwa est bombardé à Jabalia, tuant au moins 19 personnes, dont des enfants. Par ailleurs, 13 personnes sont tuées dans un bombardement sur des réfugiés à Khan Younès et deux autres par une frappe sur une maison à Nousseirat.
Le 3 avril, au moins 15 personnes sont tuées à l’aube dans des frappes aériennes israéliennes sur la partie nord de la bande de Gaza, a annoncé la défense civile de l’enclave, précisant qu’un certain nombre de personnes restent « piégées sous les décombres ». Plus tard, un bombardement de l’armée israélienne sur une école de la ville de Gaza abritant des réfugiés fait 31 morts et plus d’une centaine de blessés.
Le 4 avril, l'armée israélienne déclenche une offensive terrestre sur la ville de Gaza accompagnée de bombardements aériens. À la mi-journée, la défense civile palestinienne communique un bilan provisoire d'au moins 30 morts, dont 25 personnes tuées dans une frappe sur une seule habitation.
Le 5 avril, au moins 26 Palestiniens sont tués et 113 autres blessés par les bombardements israéliens. Des frappes israéliennes ont notamment touché une tente et une maison à Khan Younès, tuant 5 hommes, 5 femmes et 5 enfants, selon l’hôpital Nasser.
Le 6 avril, au moins 57 personnes sont tuées et 137 blessées par les bombardements israéliens.
Le 7 avril, l'armée israélienne demande aux habitants d'abandonner la ville de Deir Al-Balah, dans le centre de la bande de Gaza. L’ONG israélienne Breaking the Silence rapporte dans un rapport que l’armée israélienne a doublé depuis la reprise de la guerre la zone tampon militaire à l’intérieur de la bande de Gaza et a ordonné aux troupes de la transformer en « zone de mort » – quiconque y entre est considéré comme une cible. Des soldats témoignent des opérations de destruction de plus de 3 500 bâtiments à l’explosif ou au bulldozer.
Le 9 avril, Israël indique que ses troupes s’emparent de « vastes secteurs » de la bande de Gaza en les intégrant à des zones tampons vidées de leurs habitants. Un bombardement israélien fait trente morts, dont huit enfants, et une cinquantaine de blessés à Chadjaya, un quartier de la ville de Gaza. Un autre raid aérien tue cinq personnes un peu plus tard dans le même quartier.
Le 10 avril, 26 personnes sont tuées et 106 autres blessées dans des bombardements israéliens.
Dix personnes, dont sept enfants, sont tuées dans un bombardement israélien à Khan Younès dans la nuit du 10 au 11 avril. L’armée israélienne annonce une « puissante offensive » dans l’est de Khan Younès et lance des ordres d’évacuation. Trois Palestiniens, parmi lesquels un enfants, sont tués dans des frappes sur Khan Younès plus tard dans la journée.
Le 12 avril, l'armée israélienne annonce avoir achevé l'encerclement de Rafah. Le quotidien Haaretz avait rapporté quelques jours plus tôt que l'armée israélienne se préparait à incorporer Rafah et ses quartiers environnants dans la « zone tampon » dépeuplée qu'elle est en train d'établir à l’intérieur de la bande de Gaza.
Le 13 avril, l'armée israélienne bombarde l’hôpital Al-Ahli de Gaza, tuant un enfant et rendant l’hôpital inopérant. D’autres bombardements israéliens sur la bande de Gaza dimanche ont fait plusieurs victimes, parmi lesquels sept personnes, dont six frères, dans une frappe contre un véhicule à Deir Al-Balah, ainsi qu’une femme dans le nord de l’enclave. Le chef d’un commissariat à Khan Younès, dans le sud, a aussi été tué.
Le 16 avril treize personnes sont tuées à l'aube dans des bombardements.
Le 17 avril, au moins 40 personnes sont tuées dans la matinée dans des frappes israéliennes sur des réfugiés : au moins 16 personnes, pour la plupart des femmes et des enfants, ont été tuées dans le tir de deux missiles sur plusieurs tentes abritant des familles déplacées à Al-Mawassi. Un père et son enfant ont été tués dans une frappe contre leur tente près d'Al-Mawassi. Et une frappe sur une tente de déplacés à Beit Lahia (nord) a fait sept morts, en majorité des femmes et des enfants. À Jabalia, une frappe a touché un abri de fortune tuant au moins sept membres d'une même famille et un raid sur une école abritant des déplacés a coûté la vie à six personnes. Deux autres Palestiniens ont péri dans des tirs israéliens à Gaza-ville. Plus tard dans la journée cinq personnes, dont un enfant, sont tuées dans des bombardements israéliens sur les villes de Deir Al-Balah et de Rafah.
Le 18 avril, 15 personnes parmi lesquels 10 membres d'une même famille dans deux frappes israéliennes dans la bande de Gaza.
Le 19 avril, au moins 54 personnes sont tuées dans des bombardements israéliens. Tsahal annonce la mort d'un de ses soldats, le premier depuis la rupture du cessez-le-feu.
Le 20 avril, au moins 25 personnes sont tuées dans des bombardements israéliens.
Le 21 avril, au moins 17 personnes  sont tuées dans des bombardements israéliens.
Le 22 avril, au moins 25 personnes meurent dans la matinée à cause des bombardements (Neuf personnes ont été tuées et six sont portées disparues après un bombardement à Khan Younès, cinq ont été tuées dans des frappes contre le camp de réfugiés al-Chati, cinq autres tuées dans une tente abritant des personnes déplacées à Jabalia et quatre dans une autre frappe contre ce même camp, tandis que deux autres personnes ont été tuées à Rafah.) Plus tard dans la journée, trois personnes, dont deux petites filles, sont tuées dans des frappes israéliennes contre le camp de réfugiés de Nousseirat. Une autre personne a été tuée et un homme grièvement blessé dans un bombardement sur le quartier de Shujaiyya à Gaza.
Le 23 avril, l'armée israélienne bombarde à Gaza une école abritant des réfugiés, tuant 23 d'entre eux. Au moins 39 personnes sont tuées et 105 blessées au cours de la journée.
Le 24 avril, l'armée israélienne ordonne aux habitants de Beit Hanoun et de Cheikh Zayed, dans le nord-est de la bande de Gaza, de fuir, tandis qu'au moins 55 Palestiniens sont tués dans la journée par Tsahal. L’hôpital indonésien à Jabalia a indiqué avoir reçu les corps de neuf victimes après une frappe sur un commissariat de police. Un autre bombardement sur une maison du nord de la ville de Gaza a tué une famille de six personnes, un couple et ses quatre enfants. Plusieurs autres frappes ont tué au moins 47 personnes sur tout le territoire, dont 21 dans une maison familiale à Jabalia,.
Le 25 avril, au moins 78 Palestiniens sont tués et 168 blessés par l'armée israélienne. Une famille de cinq personnes − un homme, une femme enceinte et leurs trois enfants − a notamment été tuée à l’aube dans une frappe contre une tente de personnes déplacées à Khan Younès. Un jeune Palestinien de trois ans est brulé vif à Khan Younès après une frappe israélienne.
Le 26 avril, au moins 51 personnes sont tuées et 115 blessées par l'armée israélienne. Dix d’entre elles sont mortes dans le bombardement à l’aube d’une maison familiale du quartier Al-Sabra, au sud de la ville de Gaza, qui a aussi laissé de nombreuses autres personnes sous les décombres.
Le 27 avril, au moins 71 personnes sont tuées et 153 blessés. Dans la matinée, trois personnes sont tuées et plusieurs blessées dans une frappe sur un groupe de civils dans le quartier de Zeitoun à Gaza. Un adolescent de 17 ans est mort dans un bombardement près de Khan Younès, ainsi qu’une autre personne, au large de la même ville, dans une frappe contre des bateaux de pêche. Toujours près de Khan Younès, douze personnes, des enfants pour la plupart, sont blessées dans une frappe dans la zone d’Al-Mawassi. Trois personnes sont aussi tuées dans un bombardement sur un bâtiment résidentiel dans le camp d’Al-Boureij. Tard le soir, une frappe détruit une maison à Khan Younès, faisant au moins 10 morts, dont cinq frères et sœurs âgés de quatre ans pour le plus jeune, ainsi que deux autres enfants et leurs parents.
Le 28 avril, au moins 40 personnes sont tuées dans les bombardements. Une frappe israélienne détruit une maison à Beit Lahia, tuant 10 personnes, dont un Palestinien, Abdel-Fattah Abou Mahadi, qui avait été libéré dans le cadre du cessez-le-feu. Sa femme, deux de leurs enfants et un petit-enfant figurent également parmi les victimes. Plusieurs frappes meurtrières ont visé Gaza, tuant au moins 11 personnes, dont quatre enfants et deux femmes. Dans l'après-midi, une frappe de drone tue au moins neuf Palestiniens, dont quatre enfants dans le centre de Gaza.
Le 29 avril, au moins 51 personne sont tuées et 113 blessées par les bombardements israéliens.
Entre le 18 mars et le 27 avril, le Haut-Commissariat de l’ONU aux droits de l’homme a recensé 259 attaques israéliennes contre des immeubles d’habitation et 99 contre des tentes sous lesquelles se trouvaient des personnes déplacées,.

### Mai
Le 1ᵉʳ mai, au moins 29 personnes sont tuées dans des bombardements israéliens. Huit personnes ont été tuées dans une frappe aérienne israélienne sur une maison dans le camp de réfugiés de Khan Younès. Quatre autres personnes ont succombé à un bombardement aérien dans le quartier Al-Tuffah de Gaza. Au moins 17 autres personnes ont été tuées dans d'autres attaques à travers le territoire, dont l'une a touché une tente pour personnes déplacées dans la ville de Deir el-Balah.
Le 2 mai, au moins 42 personnes sont tuées dans les bombardements israéliens. Neuf de ces victimes, dont trois enfants, ont été tuées dans une maison du camp de réfugiés d’Al-Boureij. Six autres personnes, dont deux enfants, ont été tuées dans une frappe visant la maison de la famille Al-Masri dans la ville de Beit Lahya. Dans la ville de Gaza, un bombardement sur une cuisine communautaire a coûté la vie à six autres personnes. Six personnes ont été tuées et des dizaines d’autres blessées dont beaucoup grièvement lors d’une frappe aérienne israélienne sur Jabaliya. Un bateau humanitaire de la Flottille de la liberté apportant de l'aide à Gaza est visé par des tirs de drones israéliens alors qu’il se trouvait dans les eaux internationales.
Le 3 mai, 39 personnes sont tuées dans des bombardements. Onze personnes ont été tuées, dont trois enfants en bas âge, dans une frappe nocturne israélienne sur le camp de réfugiés de Khan Younès.
Le 4 mai, les bombardements israéliens tuent au moins 23 personnes. Six personnes ont été tuées dans des frappes aériennes nocturnes dans le gouvernorat de Khan Younès, dont deux garçons de 5 et 2 ans. Dix autres personnes ont été tuées dans une frappe sur une tente d’Al-Mawassi, dont un enfant et sept femmes.
Le 5 mai, Israël approuve un plan prévoyant « la conquête » de la bande de Gaza. Celui-ci impliquera « une attaque de grande envergure » et « le déplacement de la plupart de la population ». Tsahal a confirmé le rappel de dizaines de milliers de réservistes. Netanyahu a dit vouloir « promouvoir le plan Trump » visant au « départ volontaire des habitants de Gaza ». La défense civile annonce dans la matinée la mort de 19 personnes, dont une majorité d'enfants et de femmes, dans plusieurs frappes israéliennes dans le nord du territoire palestinien, précisant que des personnes disparues étaient toujours sous les décombres.
Le 6 mai, une trentaine de personnes sont tuées, dont de nombreux enfants, et des dizaines blessées dans un bombardement israélien sur une école abritant des personnes déplacées à Boureij.
Le 7 mai, 92 personnes sont tuées par l'armée israélienne. Des tirs de missiles sur un marché de la ville de Gaza tuent 33 personnes et en blessent une centaine d'autres. Une vingtaine de personnes sont tuées dans des frappes israéliennes sur une école servant d'abris pour personnes déplacées dans l'est de la ville de Gaza. L'établissement a été bombardé une première fois à l'aube, puis une seconde fois alors que les secouristes évacuaient les blessés. Huit membres d'une même famille, âgés de 2 à 54 ans, ont été tués dans le bombardement de leur maison à Khan Younès.
Le 9 mai, 23 personnes sont tuées et 124 blessées dans les bombardements. L'armée israélienne tue quatre personnes, dont un nourrisson, dans des frappes aériennes sur le camp de réfugiés de Nousseirat dans la matinée. Des tirs israéliens ont également tué un pêcheur au large de Gaza. Deux soldats israéliens sont tués à Rafah.
Le 10 mai, l'armée israélienne tue un couple et ses trois enfants dans une frappe sur leur tente à Gaza. Par ailleurs, un enfant palestinien a été abattu par des tirs de la marine israélienne sur la côte de Rafah, la zone humanitaire d'al-Mawassi a été la cible de tirs d’artillerie israéliens ayant tué une personne et blessé deux autres, et quatre personnes ont été tuées dans un bombardement israélien à Deir Al-Balah.
Le 11 mai, au moins quarante personnes sont tuées par l'armée israélienne. Parmi elles, huit ont été tuées, dont quatre enfants âgés de 2 à 5 ans et deux femmes, dans des frappes de Tsahal sur trois tentes au cours de la nuit. Une frappe israélienne dans l’ouest de Khan Younès a fait trois morts dans l’après-midi, tandis qu'une personne a aussi perdu la vie et trois autres ont été blessées dans un bombardement israélien sur Gaza.
Le 12 mai, un bombardement nocturne israélien sur une école de Jabalia abritant des déplacés fait quinze morts, dont des enfants et des femmes. Par ailleurs, un raid aérien israélien contre une mosquée dans le camp de Nousseirat tue un enfant. Des tirs d'artillerie israéliens ont aussi visé l'est du camp de Bureij, tuant une personne.
Le 13 mai, après une courte trêve pour permettre la libération par le Hamas d'un soldat israélo-américain capturé le 7 octobre 2023, l'armée israélienne bombarde deux hôpitaux de Khan Younès. Au moins 28 personnes sont tuées dans des frappes sur l'hôpital européen et plusieurs autres sont tuées dans le bombardement de l'hôpital Nasser, dont le directeur de l'agence de presse palestinienne Alam24, Nasser Hassan Aslih, qui semble avoir été la cible de la frappe. Le lendemain, le Premier ministre du Qatar, Mohammed ben Abderrahmane Al Thani, déclare que ce « massacre dans un hôpital » a empêché la réalisation d'un « accord complet sur les otages ».
Le 14 mai, l'armée israélienne tue au moins 80 personnes. Vingt-cinq personnes personnes sont tuées et des dizaines blessés dans des frappes à l'aube dans le camp de Jabalia. Quatre Palestiniens ont par ailleurs été tués dans une frappe à l'ouest de Khan Younès.
Le 15 mai, l'armée israélienne tue au moins 103 Palestiniens dans des frappes à l'aube. Parmi les victimes, treize ont été tuées dans une frappe israélienne sur le dispensaire Al-Tawba de Jabaliya, et toute une famille, les Shehab, a été tuée dans une autre frappe sur la même ville. Le lendemain, le député israélien Zvi Sukkot (en), membre de la coalition gouvernementale, se réjouit : « Hier soir, près de 100 Gazaouis ont été tués. Et (…) ça n’intéresse personne. Tout le monde s’est habitué à ce que l’on puisse tuer 100 Gazaouis en une nuit, en temps de guerre, et tout le monde s’en fiche »,,.
Le 16 mai, l'armée israélienne tue au moins 100 personnes. En trente-six heures, 250 personnes ont été tuées selon ministère de la santé à Gaza, dont au moins 45 enfants selon l'Unicef. L'armée israélienne annonce la passage à la « phase B » de son opération militaire, confirmant le retour d’une offensive terrestre à grande échelle et une réoccupation directe de la bande de Gaza. L’attaque s’est d’abord concentrée sur la localité de Beit Lahya, au nord de l’enclave, accablée par de puissants bombardements qui ont fait trembler le sol jusqu’à la ville de Gaza, selon les journalistes présents sur place. Des chars d’assaut ont ensuite progressé dans les ruines de la ville. Des chars sont aussi entrées dans le nord-est de l'enclave, dans les ruines de Jabaliya, et dans le sud-est, au niveau de la localité de Khan Younès.
Le 17 mai, l'armée israélienne tue au moins 58 personnes dans des bombardements nocturnes, puis au moins 32 personnes au cours de la journée. Une attaque contre une maison à Deir El-Balah a fait neuf morts, dont un bébé de 7 mois. Trois personnes ont été tuées et quatre blessées lors de frappes de drones à l'est de Khan Younès, une attaque contre un appartement au nord-ouest de la ville a fait trois morts, tandis qu'une autre personne a été tuée et cinq blessées, dont une fillette et une femme enceinte, dans une frappe contre une tente à l'ouest de la même ville. Trois autres ont été tuées et plusieurs blessées dans le bombardement d'une maison à Jabalia dans la matinée, puis quatre enfants tués et sept blessés dans une attaque israélienne sur la même ville dans l’après-midi. L’artillerie a également bombardé un groupe de personnes près de la mosquée Al-Hawashi à l’est de la ville de Gaza, tuant cinq personnes.
Le 18 mai, au moins 108 personnes sont tuées durant la nuit par les bombardements aériens israéliens, puis 50 autres sont tuées à la mi-journée par l'armée israélienne, dont une majorité d'enfants. Des bombardements nocturnes sur des tentes de réfugiés à Khan Younès ont tué 40 personnes, tandis que des bombardements sur des tentes de réfugiés à Al-Mawasi ont tué 22 personnes et en ont blessé plus d'une centaine. À Jabalia, sept personnes ont été tuées dans un raid israélien contre leur maison. L'hôpital indonésien, dans le nord de Gaza, est assiégé par les troupes israéliennes selon les autorités palestiniennes. L'armée israélienne annonce le début d'une « vaste opération terrestre » et l'intensification de ses bombardements.
Le 19 mai, au moins 50 personnes sont tuées durant la nuit par l'armée israélienne. À la fin de la journée, la défense civile annonce une centaine de morts. Israël ordonne l'évacuation des villes de Khan Younès, Bani Souhaila et Abassan avant de lancer une « offensive sans précédent ».
Le 20 mai, 44 personnes, en majorité des enfants et des femmes, sont tuées dans la nuit par l'armée israélienne. Huit personnes ont été tuées dans une frappe sur une école servant de refuge à Gaza, 12 ont été tuées dans une frappe sur une habitation à Deir el-Balah, 15 ont été tuées dans un bombardement sur une station-service à Nousseirat, 9 ont été tuées dans une frappe sur une habitation dans le camp de réfugiés de Jabalia.
Le 21 mai, 19 personnes dont une majorité d'enfants sont tuées et des dizaines blessées dans des frappes israéliennes au cours de la nuit.
Le 22 mai, au moins 52 personnes sont tuées par les frappes de l'armée israélienne en début de journée.
Le 23 mai, au moins 60 personnes sont tuées et 185 blessées par l'armée israélienne. Ce bilan n’inclut pas les hôpitaux du gouvernorat du nord de la bande de Gaza en raison de la difficulté d’y accéder. La maison de la pédiatre palestinienne Alaa Al-Najjar est bombardée à Khan Younès, tuant 9 enfants âgés de sept mois à douze ans. Seul l'un de ses fils et son mari survivent, tous deux grièvement blessés, mais ce dernier, également médecin, succombera ultérieurement à ses blessures. Le même jour, la travailleuse humanitaire Yaqeen Hammad, décrite par AJ+ comme « la plus jeune bénévole et influenceuse de Gaza », est tuée par un autre bombardement israélien à Deir el-Balah. Son corps déchiqueté est retrouvé sous les décombres de sa maison.
Le 24 mai, au moins 79 personnes sont tuées par l'armée israélienne.
Le 25 mai, au moins 38 personnes sont tuées par l'armée israélienne. Parmi les victimes, sept membres d'une même famille ont été tués dans une frappe sur leur maison à Jabalia. Deux personnes, dont une femme enceinte, ont été tuées dans un frappe sur Nousseirat. Un couple a été tué dans une autre frappe sur la même ville. Cinq membres d'une même famille ont aussi été tués dans une frappe à Deir al-Baleh, trois personnes ont été tuées à Beit Lahia (nord), trois autres dans deux localités du gouvernorat de Khan Younès, et dix (dont un enfant et sept femmes) dans une frappe sur une tente à al-Mawasi.
Le 26 mai, l'armée israélienne bombarde une école dans la ville de Gaza qui abritait de nombreux déplacés, tuant au moins 36 personnes et en blessant des dizaines, dont de nombreux enfants,. Une frappe israélienne sur une maison à Jabaliya tue 19 personnes appartenant à une même famille.
Le 27 mai, au moins 79 personnes sont tuées et 163 blessées par l'armée israélienne. Ce bilan n’inclut pas les hôpitaux du gouvernorat du nord de la bande de Gaza en raison des difficultés d’accès.
Le 28 mai, neuf membres d'une famille dont des enfants sont tués près d’al-Saftawi, au nord de la ville de Gaza. Un couple et ses quatre enfants sont tués dans une frappe sur le secteur de Deir al-Balah. Une personne est tuée et 44 blessées lors de tirs israéliens sur une foule près d'un centre de distribution de vivres à Gaza.
Le 29 mai, 44 personnes ont été tuées à la mi-journée par l'armée israélienne. Parmi elles, 23 ont été tuées, d'autres blessées et plusieurs portées disparues dans une frappe israélienne sur une habitation à Bureij, deux ont été tuées et plusieurs blessées par des tirs des forces israéliennes près du centre d'aide américain dans le sud de la bande de Gaza.
Le 30 mai, 45 personnes sont tuées par l'armée israélienne. Un raid de drone israélien a coûté la vie à 13 personnes, dont au moins trois enfants et plusieurs femmes, dans un camp de déplacés au nord-ouest de Khan Younès.

### Juin
Le 1er juin, au moins 31 Palestiniens sont tués et plus de 200 blessés lors d'une attaque israélienne contre une foule de personne attendant une distribution d'aide à Rafah. Tsahal détruit dans la soirée le centre Noura Al-Kaabi, le dernier hôpital du nord de l’enclave palestinienne à proposer des services de dialyse. L'établissement avait déjà été la cible, à plusieurs reprises, de bombardements aériens.
Le 2 juin, 52 personnes sont tuées et 503 blessées (hors nord de Gaza). Un bombardement israélien sur une habitation à Jabalia a tué 14 habitants parmi lesquels six enfants et trois femmes, tandis qu'une vingtaine de personnes sont coincées sous les décombres. Un bombardement sur une habitation dans la ville de Gaza a tué au moins 5 personnes, tandis que beaucoup de victimes sont piégées sous les décombre. D'autre part, quatre personnes ont été tuées par des drones israéliens dans le camp de Jabalia, trois personnes ont été tuées à Boureij dans le bombardement de leur véhicule, et un enfant a été tué par un tir de drone sur Gaza. Trois personnes ont par ailleurs été tuées et trente-cinq autres blessées par des tirs israéliens à proximité du centre de distribution d’aide humanitaire de la Gaza Humanitarian Foundation (GHF) près de Rafah. L’aviation israélienne a aussi bombardé la mosquée Al-Ansar à Deir Al-Balah, dans le centre de la bande de Gaza.
Le 3 juin, l'armée israélienne ouvre le feu à l'aide de chars et de drones sur des milliers de civils qui s'étaient rassemblés dans la région d'Al-Mawassi pour recevoir une distribution d'aide de la GHF, tuant au moins 27 personnes et en blessant une centaine,. Dix-neuf autres personnes sont tuées dans d'autres attaques israéliennes dans la bande de Gaza selon la défense civile.
Le 4 juin, au moins 95 personnes sont tuées et 440 blessées par l'armée israélienne. Au moins 18 de ces victimes ont été tuées dans une frappe de drone ayant visé une école dans laquelle se trouvent des déplacés à Khan Younès.
Le 5 juin, au moins 70 personnes sont tuées et 189 blessées par l'armée israélienne. Trois journalistes ont été tués par des drones israéliens qui ont bombardé la cour de l’hôpital Al-Ahli Arabi, également connu sous le nom d’hôpital baptiste, dans la ville de Gaza, et six autres personnes blessées. Il s'agit de la huitième attaque israélienne contre cet hôpital.
Le 6 juin, 106 personnes sont tuées et 393 blessées par l'armée israélienne. Trente-six personnes (cinq familles nucléaires au sein d'une même famille élargie, les Khader) dont des enfants ont été tuées lorsqu'une bombe israélienne a pulvérisé leur immeuble familial de cinq étages à Jabaliya.
Le 7 juin, au moins 55 personnes sont tuées par Tsahal. Les forces israéliennes tirent sur une foule attendant une distribution d'aide humanitaire, tuant six personnes. Par ailleurs, dans la ville de Gaza, une frappe sur une habitation a coûté la vie à quinze personnes, dont six enfants, faisant également près de 50 blessés. Dans la soirée, au moins six personnes ont été tuées dans un bombardement aérien israélien sur une habitation de Jabaliya, et trois personnes tuées par une frappe israélienne contre une tente abritant des personnes déplacées à Deir Al-Balah.
Le 8 juin, au moins 108 personnes ont été tuées et 393 blessées par l'armée israélienne au cours des dernières vingt-quatre heures, selon le ministère de la Santé de Gaza. L'armée israélienne a ouvert le feu sur des personnes se rendant à une distribution d'aide humanitaire de la GHF ; cinq personnes sont tuées et des dizaines blessées. Par ailleurs, cinq personnes, dont deux fillettes, sont tuées dans la nuit par une frappe israélienne sur une habitation du camp de déplacés d'Al-Mawasi.
Le 9 juin, quatorze personnes sont tuées et plus de trente blessées par des tirs israéliens en tentant d’accéder à un centre de distribution d’aide de la GHF près de Rafah.
Le 10 juin, l'armée israélienne tire à nouveau sur les personnes rassemblées pour recevoir de l'aide humanitaire auprès de la GHF, tuant 17 d'entre elles et en blessant des dizaines.
Le 11 juin, l'armée israélienne tue 31 personnes qui se rendaient à un centre de la GHF et en blesse 200. Dix autres personnes sont tuées dans des frappes israéliennes sur un camp de déplacés d’Al-Qarara.
Le 12 juin, seize personnes sont tuées et environ 200 blessées par des bombes larguées par des drones israéliens sur des rassemblements de civils près d’un point de distribution d’aide humanitaire de la GHF. Par ailleurs, un enfant et ses parents sont tués par une frappe israélienne sur le camp de déplacés de Al-Mawasi.
Le 14 juin, au moins 41 personnes sont tuées par l'armée israélienne. Des attaques de drones sur plusieurs rassemblements de personnes qui attendaient de l'aide humanitaire ont fait 22 morts et des centaines de blessés.
Le 15 juin, au moins 23 personnes sont tuées par l'armée israélienne dans la matinée, dont 12 personnes qui attendaient de recevoir de l'aide humanitaire, lors de plusieurs attaques.
Le 16 juin, au moins 68 personnes sont tuées et 182 blessées par l'armée israélienne. D’après des sources médicales citées par Reuters, au moins 20 personnes ont été tuées et 200 blessées près d’un point de distribution d’aide à Rafah.
Le 17 juin, au moins 89 personnes sont tuées par l'armée israélienne. Plus de 70 personnes qui s’étaient rassemblées près d’un centre de distribution d’aide, à Khan Younès, ont été tuées par des tirs de chars et de drones israéliens. Plus de 200 personnes ont été blessées dans cette attaque,.
Le 18 juin, une trentaine de personnes sont tuées dans la matinée par l’armée israélienne. Onze ont été tuées et une centaine blessées lorsque Tsahal a tiré sur des milliers de personnes attendant à Nousseirat l'ouverture de centres de distribution d'aide.
Le 19 juin, au moins 92 personnes sont tuées par l'armée israélienne. Quinze personnes ont été tuées et 60 blessées alors qu'elles attendaient de l'aide dans le corridor de Netzarim, et six autres ont été tuées dans les mêmes circonstances près d'un centre de distribution à Khan Younès. Trois personnes ont par ailleurs été tuées dans des bombardements israéliens sur un immeuble de Gaza, et treize autres (dont deux enfants) lors d'une frappe sur le camp de réfugiés d'Al-Shati,.
Le 20 juin, au moins 43 personnes sont tuées par l'armée israélienne en début de journée. Parmi elles, 26 ont été tuées alors qu’elles attendaient de l’aide humanitaire près du corridor de Netzarim.
Le 24 juin, au moins 21 personnes sont tuées et 150 blessées par l'armée israélienne alors qu’elles attendaient de l’aide humanitaire près du corridor de Netzarim, et 25 autres personnes sont tuées et des dizaines blessées par l'armée israélienne à proximité d'un centre de distribution d'aide à Rafah. Par ailleurs, cinq personnes sont tuées dans une frappe aérienne israélienne sur une habitation dans le quartier Sabra de Gaza.
Le 25 juin, au moins 41 personnes sont tuées par l'armée israélienne. Au moins dix personnes ont été tuées et 30 blessées lors de tirs israéliens visant des Palestiniens qui attendaient de l'aide alimentaire près du corridor de Netzarim. Par ailleurs, 14 autres personnes, dont une fillette, ont été tuées par des frappes aériennes israéliennes sur des habitations à travers la bande de Gaza. Sept soldats israéliens sont tués lors d'une explosion à Khan Younès.
Le 26 juin, au moins 63 personnes sont tuées par l'armée israélienne. Dix-sept Palestiniens ont été tués par une frappe israélienne sur une foule rassemblée près du carrefour Al-Baraka, dans la ville de Deir al-Balah. Six autres ont été tués par des tirs israéliens alors qu'ils attendaient une distribution d'aide humanitaire.
Le 27 juin, au moins 90 personnes sont tuées par l'armée israélienne,. Parmi elles, dix ont été tuées alors qu'elles attendaient de l'aide humanitaire, 20 ont été tuées dans des frappes sur des tentes et des habitations pendant la nuit, et six dans une frappe sur leur tente dans la zone dite humanitaire d'al-Mawassi.
Le 28 juin, au moins 23 personnes sont tuées par l'armée israélienne. Parmi elles, 21 ont été tuées par des frappes de drones ou d'avions de chasse, dont trois enfants dans une attaque sur une habitation à Jabalia. Deux autres personnes ont été tuées par des tirs israéliens alors qu'elles attendaient une distribution de nourriture dans le secteur dit de Netzarim.
Le 29 juin, au moins 23 personnes sont tuées et des dizaines blessées par l'armée israélienne. Parmi elles, cinq ont été tuées à el-Mawassi et deux enfants ont été tués dans un raid sur une maison à Gaza. Dans le sud de la bande de Gaza, au moins quatre Palestiniens ont été tués par des tirs israéliens alors qu'ils se dirigeaient vers un centre de distribution de nourriture. Un soldat israélien est tué dans le nord du territoire.
Le 30 juin, au moins 80 personnes sont tuées et 200 blessées par l'armée israélienne. Des frappe sur le camp de réfugiés d'al-Shati ont fait 10 morts et 60 blessés, tandis que 24 personnes ont été tuées dans une frappe israélienne contre un établissement proposant une connexion à internet à Gaza. De plus, au moins 22 autres ont été tuées près de points de distribution d'aide dans le centre et le sud de la bande de Gaza. Au moins cinq autres personnes ont par ailleurs été tuées par une frappe de drone sur Nousseirat. Le Fonds de l'ONU pour la population (UNFPA) a déploré que des « centaines de nouveau-nés en couveuse sont en danger de mort imminente » à l'hôpital Nasser de Gaza, en raison du blocus des aides. « Le lait maternisé est totalement épuisé - des vies sont en jeu », a ajouté le Fonds, qui a dénoncé un « échec de l'humanité » et appelé à laisser entrer l'aide.

### Juillet
Le 1er juillet, 112 Palestiniens sont tués et 463 blessés.
Le 2 juillet, au moins 67 personnes sont tuées. Neuf Palestiniens ont été tués dans deux frappes aériennes nocturnes, l’une à Gaza et l’autre à Al-Mawassi. À l'aube, cinq personnes, dont au moins deux enfants, ont été tuées dans une attaque au drone sur une maison située près de Deir Al-Balah. Plus tard dans la journée, cinq personnes ont été tuées dans une frappe israélienne sur la ville de Gaza et cinq autres à la suite de tirs de l’armée israélienne à proximité d’un site de distribution d’aide près de Rafah.
Le 3 juillet, au moins 94 personnes sont tuées durant la nuit. Une frappe aérienne nocturne sur l’école Moustafa Hafez à Gaza, qui abrite des déplacés, a fait 15 morts, principalement des enfants et des femmes. D'autre part, au moins 38 personnes ont été tuées par des tirs israéliens alors qu’elles attendaient pour recevoir de l’aide humanitaire.
Le 4 juillet, au moins 52 personnes sont tuées par l'armée israélienne. Sept personnes, parmi lesquelles un enfant, ont été tuées dans le bombardement par Israël de tentes qui abritaient des déplacés près de Khan Younès. Huit personnes ont été tuées dans deux autres frappes sur des camps de déplacés, sur la côte près de cette ville, dont deux enfants. Onze personnes, parmi lesquelles un ancien membre de Médecins sans frontières, sont abattus alors qu’ils attendaient des camions d’aide près de Khan Younès.
Le 7 juillet, au moins 105 personnes sont tuées et 356 blessées par l'armée israélienne. Six personnes, dont un enfant, ont été tuées et quinze blessées lors d’une attaque contre une clinique dans le quartier de Rimal, à Gaza. Trois personnes ont été abattues et une quarantaine blessées par les tirs de soldats israéliens lors d’une distribution d’aide près de Rafah.
Le 8 juillet, au moins 60 personnes sont tuées par l'armée israélienne, dont 33 personnes dans des frappes visant des camps de tentes dans la zone de Mawasi. Cinq soldats israéliens sont tués et 14 blessés par une bombe à Beit Hanoun.
Le 9 juillet, au moins 105 Palestiniens sont tués et 530 blessés par l'armée israélienne. Dans la nuit, deux raids aériens ont tué 22 personnes, dont six enfants. Une frappe israélienne sur un immeuble résidentiel à Gaza a tué au moins trois personnes, dont un nourrisson. Sept personnes qui attendaient de l'aide humanitaire ont été abattues et plus de 57 blessés.
Le 10 juillet, au moins 66 personnes sont tuées par l'armée israélienne. Parmi elles, 17 personnes, dont 8 enfants et 3 femmes, ont été tuées dans des frappes aériennes visant un centre médical de la ville de Deir al-Balah. Trois personnes qui attendaient pour recevoir de l'aide humanitaire ont aussi été abattues.
Le 11 juillet, cinq personnes ont été tuées et d'autres blessées dans une frappe israélienne sur l'école Halima Al-Saadia, qui abritait des personnes déplacées, à Jabalia.
Le 12 juillet, au moins 70 personnes sont tuées et 208 blessées par l'armée israélienne.
Le 13 juillet, 139 Palestiniens sont tués et 425 blessés par l'armée israélienne. Parmi les victimes, 28 personnes ont été tuées alors qu'elles étaient en train d'essayer d'obtenir de l'aide humanitaire. Par ailleurs, une attaque israélienne de drones a pris pour cible un groupe de Palestiniens sur le marché de la ville de Gaza, tuant au moins quinze personnes et en blessant un grand nombre d'autres. Un chirurgien de l'hôpital baptiste al-Ahli, Ahmad Qandil, fait partie des tués. Au moins 28 personnes, dont plusieurs enfants, ont aussi été tués dans des bombardements israéliens sur des habitations de Gaza.

## Victimes
Au moins 413 personnes sont tuées le premier jour, dont des enfants, selon le ministère de la Santé de Gaza. Le ministère rapporte que plus de 660 personnes sont blessées dans ces attaques. La défense civile palestinienne recense 170 enfants et 80 femmes parmi les personnes tuées.
Les organisations de défense des droits humains dénoncent des attaques indiscriminées contre des lieux où sont concentrés des civils à Gaza : hôpitaux, écoles transformées en centre pour les déplacés, cuisines communautaires et boulangeries.
Le bilan des victimes est lacunaire puisque une partie des corps ne sont pas retrouvés, enfouis sous les décombres. D'autre part, dans la partie nord de l’enclave (Beit Lahia, Beit Hanoun et Jabaliya), les hôpitaux sont tous hors service depuis début juin.

### Frappes sur des enfants
L'Unicef informe le 31 mars qu'au moins 322 enfants ont été tués sur les dix derniers jours et au moins 609 autres blessés, « soit une moyenne quotidienne de plus de 100 enfants tués ou mutilés ». Au total, depuis le début de la guerre de Gaza en octobre 2023, plus de 15 000 enfants palestiniens ont été tués par les bombardements et l’offensive terrestre israéliens.
Le Haut-Commissariat aux droits de l'Homme de l'ONU indique, le 11 avril, qu'« un large pourcentage des victimes sont des enfants et des femmes ». L'institution a répertorié, entre le 18 mars et le 9 avril, 36 frappes israéliennes dont les victimes étaient uniquement des enfants et des femmes.
Au moins 500 enfants ont été tués entre le 18 mars et le 11 avril selon la défense civile de Gaza. Au 20 avril, l'Unicef compte 600 enfants tués et 1 600 blessés.
Le 1er mai, le directeur général adjoint de l’Organisation mondiale de la santé, Mike Ryan, affirme que ce qui se passe à Gaza est « une abomination » et évoque « plus de 1 000 enfants qui n’ont plus de membres, des milliers d’enfants avec des lésions de la moelle épinière, avec de graves blessures à la tête dont ils ne se remettront jamais, des milliers et des milliers d’enfants avec de graves troubles psychologiques dont ils ne se remettront peut-être jamais. »
Le 23 mai, Yaqeen Hammad, 11 ans, souvent considérée comme « la plus jeune influenceuse de Gaza », est tuée par un bombardement israélien sur la maison de sa famille à Deir el-Balah,.

### Frappes sur des humanitaires
L’UNRWA, l'agence de l'ONU pour les réfugiés palestiniens, fait état le 20 mars de cinq morts parmi les membres de son personnel : « Il s’agissait d’enseignants, de médecins et d’infirmières au service des plus vulnérables », selon son commissaire général Philippe Lazzarini, qui précise que leur mort porte à 284 le nombre de membres du personnel de l’UNRWA tués dans l’enclave depuis le début de la guerre.
Un employé bulgare du Bureau des Nations unies pour les services d'appui aux projets est tué le 19 mars dans des frappes israéliennes sur deux bâtiments hébergeant des personnels onusiens. Deux employés français sont également « sérieusement blessés » dans l'attaque selon un communiqué du gouvernement français, ainsi qu'un humanitaire britannique.
Le 21 mars, un membre de Médecins sans frontières (MSF) est tué lors d’un raid israélien à Deir Al-Balah, portant à dix le nombre de membres de l'ONG tués par l'armée israélienne depuis octobre 2023. Le 23 mars, l'armée israélienne prend pour cibles des ambulances à Rafah, tuant quatorze secouristes du Croissant-Rouge palestinien et un employé de l'ONU. Le siège du Comité international de la Croix-Rouge (CICR) est touché par des tirs d’obus israéliens le 24 mars et le 16 avril.
Le 1er avril, un membre de MSF âgé de 58 ans est tué, ainsi que sa femme et sa fille, dans une frappe aérienne israélienne à Deir Al Balah, portant à plus de 330 le nombre d'humanitaires tués depuis le début de la guerre, dont onze membres de MSF. L'ONG accuse Tsahal de « mépris flagrant pour la sécurité des travailleurs humanitaires et médicaux à Gaza ».
Le 24 mai, deux membres de la Croix-Rouge sont tués par l'armée israélienne à Khan Younès.
L'ONU recense au moins 28 travailleurs humanitaires tués au cours du mois de mai 2025.
L'armée israélienne bombarde le bureau de Médecins du monde à Deir Al-Balah le 11 juin, tuant huit personnes (aucune n'étant membre de l'ONG). Le 22 juin, un membre du CICR est tué à Rafah.
Le directeur de l'hôpital indonésien, un établissement de santé privé du nord de la bande de Gaza, est tué le 2 juillet dans une frappe israélienne sur son appartement. Sa femme, ses filles et l'un de ses gendres sont tués à ses cotés.

### Frappes sur des journalistes
Le journaliste Hossam Shabat de la chaîne Al Jazeera est tué le 24 mars dans une frappe israélienne visant sa voiture. Le même jour, un journaliste de Palestine Today est tué dans une autre frappe.
Le 4 avril, l'armée israélienne revendique avoir tué Mohammed Salah Al-Bardawil, un journaliste de la radio proche du Hamas Al-Aqsa, tué quelques jours plus tôt avec son épouse et leurs trois enfants dans une frappe sur leur maison.
Le 7 avril, une frappe israélienne pendant la nuit sur une tente de journalistes à Khan Younès fait au moins un mort, Youssef el-Khazandar, qui était journaliste pour l’agence d'information Palestine Today, et huit blessés, dont plusieurs grièvement. Dans la vidéo relayée par al-Jazeera, un homme est vu en train de brûler vif, tandis que le feu consume la tente, sous les cris affolés des habitants. Un deuxième journaliste, Ahmed Mansour, meurt des suites de ses blessures. Reporters sans frontières (RSF) a condamné la frappe de cette tente « connue pour abriter des professionnels de l’information ». Parmi les blessés figure Hassan Aslih, fondateur de l’agence de presse Alam 24. C’est lui que l’armée israélienne a annoncé avoir voulu viser par son attaque, l’accusant d’être un « terroriste ».
Le 16 avril, l'armée israélienne cible la maison de la photojournaliste Fatima Hassouna, qui était au cœur du film documentaire Put Your Soul on Your Hand and Walk, et la tue avec dix membres de sa famille, dont sa sœur enceinte, affirmant que l'un d'eux était membre du Hamas. La veille de la frappe, le documentaire avait été sélectionné pour être présenté au Festival de Cannes.
Le 7 mai 2025, le journaliste Yahya Sobeih (en), qui venait d'avoir une fille quelques heures plus tôt, est tué dans des frappes israéliennes sur un marché du quartier d'Al-Rimal, à l'ouest de la ville de Gaza,. Le même jour, Nourredin Matar Abdo est tué en couvrant une frappe sur l'école Al-Karama, dans le quartier d'Al-Touffah, au nord-est de Gaza.
Le 13 mai 2025, le directeur de l'agence de presse palestinienne Alam24 est tué dans une frappe israélienne sur l'hôpital Nasser de Khan Younès où il était hospitalisé. Le journaliste avait déjà été visé par une frappe israélienne le 7 avril,.
Dans un rapport d’août 2024, le Comité pour la protection des journalistes avait épinglé la « pratique récurrente d’Israël consistant à accuser des journalistes de terrorisme sans fournir de preuves crédibles ». Reporters sans frontières a dénoncé la « volonté claire d’Israël d’imposer un black-out médiatique sur Gaza » en tuant les journalistes. Selon un rapport de l’université Brown (États-Unis), le nombre de journalistes tués en moins de dix-huit mois à Gaza excède le total de ceux qui ont péri durant les deux guerres mondiales et cinq autres conflits majeurs (Sécession, Corée, Vietnam, Yougoslavie, Afghanistan, Ukraine).
Le 19 mai 2025, cinq journalistes et leurs familles sont tués dans des bombardements israéliens nocturnes sur des tentes de réfugiés.

### Frappes sur des responsables du Hamas
La Société de radiodiffusion publique israélienne déclare que les attaques visent des responsables politiques et des commandants du Hamas. Parmi les morts se trouvent Essam Al-Dalis, le chef du gouvernement de Gaza, qui se consacrait aux affaires civiles de l'enclave palestinienne, ainsi que Mahmoud Abu Wafah, le vice-ministre de l'Intérieur de Gaza, tué avec sa famille,. Les agences de presse gazaouies affirment qu'Issam Da'alis, chef du comité de surveillance des activités gouvernementales, et Abu Ubaida Al-Jamassi, membre du bureau politique, ont été tués. Le directeur général du ministère de la Justice du Hamas, Ahmad Al-Khatta, et le haut fonctionnaire du ministère de l'Intérieur, Bahjat Abu Sultan, seraient également morts.
L'armée israélienne affirme le 10 avril avoir tué le commandant du Hamas pour Chadjaya, quartier de l’est de la ville de Gaza.
Le 19 mai, le Comité de résistance populaire en Palestine annonce la mort de son chef militaire Ahmed Kamel Sarhan. Sur place, un correspondant de la chaîne Al-Arabiya a écrit qu’« une force israélienne s’est infiltrée dans le quartier d’Al-Katiba, dans le centre de Khan Younès, à bord d’un véhicule civil et a pris d’assaut la maison d’Ahmed Sarhan. Ils n’ont pas réussi à l’arrêter [et l’ont tué] et ont arrêté sa femme et ses enfants. Leur retrait s’est accompagné d’un bombardement de tous les quartiers de Khan Younès ». Ces bombardements ont fait une vingtaine de morts, selon un premier bilan. La chaîne israélienne Channel 12 rapporte que les forces spéciales entrées dans la ville ont pu en sortir et ont également tué Mehdi Kuwara, commandant du bataillon Khan Younès de l’aile militaire du Hamas.
Mohammed Sinouar, chef présumé du Hamas à Gaza, est tué le 13 mai à Khan Younès selon le gouvernement israélien.

## Autres conséquences humanitaires

### Crise sanitaire
De « très nombreuses structures de santé » à Gaza sont « littéralement débordées » après ces nouveaux bombardements israéliens le 18 mars, indique la Fédération internationale des sociétés de la Croix-Rouge et du Croissant-Rouge, qui souligne que « la situation se détériore rapidement », faute de réapprovisionnement en médicaments, alors que le gouvernement israélien bloque l’entrée de toute aide dans le territoire palestinien depuis le 2 mars. Médecins Sans Frontières indique de son côté que ses équipes avaient reçu un afflux important de blessés : « Les blessures étaient très graves. De l'amputation de membres à des cas orthopédiques complexes et des brûlures ».
Le ministère de la Santé de Gaza indique le 10 avril que le « déficit en médicaments et en fournitures médicales a atteint des niveaux dangereux et sans précédent », précisant que les centres de santé ne pouvaient plus répondre aux besoins des 80 000 patients diabétiques et des 100 000 autres atteints d’hypertension. Selon Médecins du Monde le blocus de l'aide humanitaire « réduit l'espérance de vie de manière dramatique ».
La défense civile annonce le 28 avril que ses ambulances sont à court de carburant dans le sud de la bande de Gaza et ne pourront plus circuler. Le 8 mai, elle indique que 75 % de ses véhicules de secours dans la bande de Gaza sont immobilisés, faute de carburant.
Par ailleurs, les ordures ne sont plus ramassées et le réseau d'épuration a été détruit par les frappes israéliennes, causant des nuées d'insectes et des odeurs nauséabondes.
Le 15 mai, l'hôpital européen de Khan Younès, « gravement endommagé » par des frappes israéliennes, annonce sa fermeture. Le 13, l’armée israélienne avait lâché plus de 40 bombes sur l’hôpital, tuant au moins 29 personnes. Le ministère de la Santé de la bande de Gaza annonce le 18 mai que tous les hôpitaux publics sont hors service dans le nord du territoire, après que des « tirs nourris » israéliens autour de l'hôpital indonésien ont contraint ce dernier à fermer. L’entrepôt de fournitures médicales de l’hôpital Nasser à Khan Younès est bombardé le 19 mai. Seuls six des 22 centres de santé de l’UNRWA sont toujours opérationnels à Gaza à la fin mai, les 16 autres ayant été détruits par les bombardements israéliens. Le 2 juin, l'armée israélienne interdit l'accès aux deux derniers hôpitaux de Khan Younès, Al-Nasser et Al-Amal. L'OMS dénonce des « conséquences désastreuses » alors que les blessés continuent d'y affluer.
Le 10 juillet, l'armée israélienne bombarde un point médical dans la ville de Deir el-Balah, tuant une quinzaine de personnes, dont dix enfants et trois femmes.

### Crise alimentaire
Le blocage de l'aide humanitaire par Israël provoque une forte hausse des prix (le prix du sac de farine étant multiplié par quatre en quelques jours rapporte Le Monde). Le Bureau des Nations unies pour la coordination des affaires humanitaires fait savoir que plus d'un million de personnes seront privées d'aide alimentaire à la fin du mois de mars si les approvisionnements restent bloqués. Les Gazaouis font un seul repas par jour, généralement composé de riz ou de pâtes. Les légumes ne sont accessibles qu'aux plus fortunés. Fin mai, l'ONG Première urgence internationale indique que les habitants ne mangent généralement qu'un jour sur quatre.
Le gouvernement de la bande de Gaza indique le 16 avril que l’armée israélienne a ciblé au moins trente-sept centres de distribution d’aide et vingt-huit banques alimentaires, les rendant inopérants.
Le Programme alimentaire mondial de l'ONU annonce le 25 avril avoir « épuisé tous ses stocks » de nourriture à Gaza. Le chef de l’agence de l’ONU pour les réfugiés palestiniens (UNRWA), Philippe Lazzarini, dénonce le blocus israélien de l’aide humanitaire pour Gaza, y voyant « une famine provoquée par l’homme et motivée par des raisons politiques ». Volker Türk, le haut-commissaire des Nations unies aux droits de l'homme, déclare le 29 avril qu' « Israël semble infliger aux Palestiniens à Gaza des conditions de vie de plus en plus incompatibles avec leur existence continue en tant que groupe à Gaza. Tout recours à la famine contre la population civile en tant que méthode de guerre constitue un crime de guerre, de même que toute forme de punition collective. » 
Fin avril, l'ONU informe que les pillages ont repris et augmentent dans la bande de Gaza du fait d'une situation humanitaire « désespérée ».
Au 14 mai, environ 90 % des habitants de la bande de Gaza connaissent des problèmes d’approvisionnement en eau potable, en raison de la destruction par l’armée israélienne des usines de désalinisation et des stations d’épuration. Le pourcentage d’échantillons contaminés a grimpé à plus de 25 %, favorisant la propagation de nombreuses maladies. La plupart des habitants passent l'essentiel de leurs journée à faire la queue pour obtenir des vivres, de l'eau ou du bois. Médecins du monde dénonce dans un rapport l'utilisation de la faim comme « arme de guerre » par Israël. Au 26 mai, moins de 5 % des terres agricoles de la bande de Gaza sont encore utilisables, les autres étant trop lourdement endommagées et/ou sous occupation israélienne.

### Santé mentale des enfants
Sam Rose, le directeur adjoint de l’agence de l’ONU pour les réfugiés palestiniens (UNRWA), souligne le 21 mars que la reprise des combats dans la bande de Gaza constituait un « traumatisme massif pour le million d’enfants » du territoire palestinien : « Les gens sont déjà épuisés, leur système immunitaire et leur santé mentale sont déjà affaiblis, et les populations sont au bord de la famine ». James Elder, porte-parole de l’Unicef, indique que Gaza représente le seul « exemple dans l’histoire moderne où tous les enfants d’une population ont besoin d’un soutien en santé mentale ».

### Déplacements de population
En une semaine les attaques israéliennes ont provoqué le déplacement de 142 000 personnes selon l'ONU, qui indique également que 90 % de la population de la bande de Gaza avait déjà été déplacée au moins une fois depuis octobre 2023. Au 7 avril, 400 000 personnes ont été déplacées. Au 16 avril, 500 000 personnes ont été déplacées. L'armée israélienne a ordonné, au 17 avril, l'évacuation de 69 % de la bande de Gaza. Entre le 15 et le 25 mai, les frappes israéliennes visant des camps de déplacés dans la bande de Gaza ont contraint plus de 180 000 personnes à fuir à nouveau.
L'armée israélienne a cessé de marquer comme « zones humanitaires » des portions de la bande de Gaza où la population civile était censée pouvoir se réfugier sans être bombardée,. Les Palestiniens « ne savent pas où aller. Il n’y a pas de lieu sécurisé à Gaza, ni même de semblant de lieu sécurisé », avertit l’ONG Norwegian Refugee Council. Alors que les tentes manquent fortement, les réfugiés se tassent dans des couloirs d’écoles transformées en abris et surpeuplés ou tentent de s'abriter près d'immeubles effondrés. L'ONG Médecins sans frontières affirme que « nous assistons en temps réel à la destruction et au déplacement forcé de toute la population de Gaza. »
L’armée israélienne dit avoir transformé, au 16 avril, 30 % de la bande de Gaza en « périmètre de sécurité », où la population palestinienne est interdite d'accès sous peine de mort. D'après un calcul de l'AFP à partir des cartes publiées par Tsahal, le périmètre concerné représente en réalité environ 187 km2, soit un peu plus de la moitié du territoire. Les bâtiments se trouvant dans cette zone sont systématiquement détruits selon des témoignages de soldats israéliens ayant requis l'anonymat. La ville de Rafah, qui abritait 200 000 Palestiniens avant la guerre, est totalement rasée par les bulldozers israéliens en avril-mai 2025.
L'ONU souligne qu'Israël, en tant que puissance occupante, peut légalement ordonner l'évacuation temporaire de civils dans certaines zones, mais « la nature et la portée des ordres d'évacuation soulèvent de sérieuses questions quant à l'intention d'Israël d'exclure définitivement la population civile de ces zones afin de créer une 'zone tampon' », ce qui constitue un crime contre l'humanité selon le Statut de Rome. Selon Agnès Levallois, de la Fondation pour la recherche stratégique, « la stratégie menée par Israël dans la bande de Gaza consiste à rendre le territoire invivable. » Pour le Haut-Commissaire de l'ONU aux droits de l'Homme Volker Türk, la stratégie israélienne reposant sur le bombardement des populations civiles, la destruction méthodique de Gaza et le refus de l'aide humanitaire semble viser à « un changement démographique permanent à Gaza qui (...) équivaut à un nettoyage ethnique ».

## Réactions

### Israël
Le ministre de la Défense, Israël Katz, déclare qu'Israël a « repris le combat à Gaza ». Il ajoute que si le Hamas ne libère pas tous les prisonniers en territoire palestinien, Israël ouvrira les « portes de l'enfer sur Gaza ». Le 19 mars, il déclare : « Habitants de Gaza, ceci est un dernier avertissement. L’attaque aérienne contre les terroristes du Hamas n’était qu’une première étape. Le reste sera beaucoup plus difficile et vous en paierez le prix fort. L’évacuation de la population des zones de combat va bientôt reprendre. Si tous les otages israéliens ne sont pas libérés et que le Hamas n’est pas expulsé de Gaza, Israël agira avec des forces que vous ne connaissez pas encore. » Le 21 mars, il déclare que des portions de la bande de Gaza seront annexées par Israël.
Le bureau du Premier ministre Benyamin Netanyahou publie une déclaration affirmant que le Hamas refuse de libérer les Israéliens enlevés lors de l'attaque menée par le Hamas contre Israël le 7 octobre 2023 , tout en rejetant toutes les propositions faites par les médiateurs et l'envoyé spécial des États-Unis au Moyen-Orient, Steve Witkoff.
Le président Isaac Herzog, dont la fonction est principalement honorifique, se déclare « troublé » par la reprise des bombardements et affirme qu'« il est impensable de reprendre les combats tout en poursuivant la mission sacrée de rapatrier nos otages ».
Le président du parti Les Démocrates, Yaïr Golan, déplore la rupture de la trêve et affirme que « Netanyahou sacrifie la vie des otages et des soldats ». Au contraire, le chef du parti Force juive, Itamar Ben-Gvir, se félicite du « retour à des combats intenses » et annonce son retour au gouvernement, dont il avait démissionné en janvier en protestation contre la trêve.
Un communiqué publié par le Forum des otages et des familles disparues (en) condamne les nouvelles attaques, les qualifiant de « sabotage intentionnel » du processus de retour des cinquante-neuf otages restants, et accuse le gouvernement de Netanyahou d'avoir « choisi de sacrifier la vie des otages ». Le forum exige le retour à un cessez-le-feu et exhorte le président américain Donald Trump à négocier la libération de tous les otages.[réf. nécessaire]
Des dizaines de milliers d'Israéliens manifestent les 18 et 19 mars à Tel-Aviv et à Jérusalem contre la décision du gouvernement de reprendre la guerre,.
Au sein du gouvernement israéliens, certains ministres ont déclaré souhaiter la « conquête » de Gaza. Bezalel Smotrich a évoqué la possibilité de « réduire de moitié la population palestinienne » par « une émigration volontaire ». Le 29 avril 2025, Smotrich affirme qu'Israël ne « mettra fin à cette campagne » qu'une fois que « des centaines de milliers de Gazaouis seront en route vers d'autres pays ». L'exécutif israélien salue l'idée lancée le 5 février 2025 par le président américain, Donald Trump, de faire de Gaza « la Riviera du Moyen-Orient », et d'en chasser ses habitants. Des personnalités israéliennes militant pour un retour des colonies dans la bande de Gaza, évacuées en 2005, disent avoir des projets très concrets et se rendent régulièrement en bordure de Gaza.

### Palestine
Izzat al-Rishq (ar), responsable du Hamas, déclare que la décision de Netanyahou de reprendre la guerre est une décision de sacrifier les prisonniers de l'occupation et de les condamner à mort. Un haut responsable du Hamas déclare à Reuters que ces nouvelles attaques constituent la rupture unilatérale par Israël du cessez-le-feu entamé le 19 janvier. Le Jihad islamique palestinien (JIP) accuse Israël de « saboter délibérément tous les efforts visant à parvenir à un cessez-le-feu pour relancer sa guerre d'extermination à Gaza ». Le mouvement qualifie le cabinet de Netanyahou de « gouvernement nazi sanguinaire » et jure qu'il échouera à atteindre ses objectifs. Taher al-Nounou (ar), responsable du Hamas, décrit ces attaques comme un « test moral » pour la communauté internationale, qui déterminera si elle laissera les bombardements sur les civils se poursuivre ou si elle agira pour mettre fin aux violences envers les civils palestiniens.

### Internationales
- Chine : La porte-parole du ministère des Affaires étrangères, Mao Ning (en), déclare que Pékin est « très préoccupé » par les attaques, et souhaite voir les parties œuvrer pour « s’abstenir de toute action d’escalade et empêcher d’exacerber la catastrophe humanitaire ».
- Égypte : Le gouvernement égyptien, qui agit en tant que médiateur aux côtés du Qatar et des États-Unis, qualifie les attaques israéliennes de « violation flagrante » de l'accord, le ministère des Affaires étrangères qualifiant les attaques d’« escalade dangereuse qui menace d'avoir de graves conséquences pour la stabilité de la région ».
- États-Unis : Le secrétaire d’État américain Marco Rubio a « exprimé le soutien sans faille des Etats-Unis à Israël et sa politique »[280]. Israël a informé les États-Unis avant de reprendre la guerre[281].
- France : le gouvernement condamne ces bombardements et en souhaite l'arrêt immédiat[282].
- ONU : le haut-commissaire de l'ONU aux droits de l'homme, Volker Türk, se dit horrifié et a souhaité que « le cauchemar cesse immédiatement ».
- Russie : Le porte-parole du Kremlin, Dmitri Peskov, met en garde contre une « spirale d'escalade » à la suite des attaques israéliennes.
- Union européenne : Kaja Kallas, la haute représentante de l'Union européenne pour les affaires étrangères, déclare lors de sa visite en Israël que « la souffrance doit cesser. La destruction de Gaza ne fait qu’alimenter la radicalisation »[283].
- Yémen : Le Conseil politique suprême condamne la « reprise de l'agression de l'ennemi sioniste contre la bande de Gaza ».

Une proposition de résolution du Conseil de sécurité de l'ONU, présentée en juin 2025, exigeant « un cessez-le-feu immédiat, inconditionnel et permanent » et la libération sans condition des otages n'est pas adoptée à cause du veto des Etats-Unis. Les quatorze autres membres du Conseil avaient voté favorablement.